# Gare de Dommartin
Ne pas confondre avec les gares de Dommartin - Lissieu et de Dommartin - Remiencourt
La gare de Dommartin était une halte ferroviaire française de la ligne de Remiremont à Cornimont, située sur le territoire de la commune de Dommartin-lès-Remiremont, dans le département des Vosges en Lorraine.
Elle est mise en service en 1879 par la Compagnie des chemins de fer de l'Est et fermée, en 1989 aux voyageurs et en 1992 aux marchandises par la Société nationale des chemins de fer français (SNCF). Un service de cars TER Lorraine dessert la commune.

## Situation ferroviaire
La halte de Dommartin était située au point kilométrique (pk) 0,45 de la ligne de Remiremont à Cornimont, entre les gares de Remiremont et de Syndicat - Saint-Amé. Son altitude est de 393 m.

## Histoire
La halte de Dommartin est mise en service le 6 septembre 1879 par la Compagnie des chemins de fer de l'Est lorsqu'elle ouvre à l'exploitation la ligne de Remiremont à Cornimont, dite aussi « ligne de la Moselotte », dont la Compagnie anonyme du chemin de fer de la Moselotte, concessionnaire, lui a confié l'exploitation. 
En 1880, le résultat de l'exploitation de la station de Dommartin est d'un total de 1 519,55 fr, pour : 1 515,40 fr recette voyageurs et 4,15 fr recette bagages et messageries. La halte n'est pas ouverte au trafic marchandises.
Le déclassement de la ligne le 11 juillet 1994 ferme la gare à toute activité ferroviaire.
En 2012, le bâtiment de la halte est toujours présent.

## Service des voyageurs
La halte est fermée et désaffectée, la gare en service la plus proche est celle de Remiremont. Un service de cars TER Lorraine (ligne 9) dessert la commune.